# BIG6 European Football League 2018
La BIG6 European Football League 2018 sarà la quinta edizione dell'omonimo torneo di football americano. La sua finale è denominata Eurobowl XXXII.
Sarà la prima edizione a cui non partecipano 6 squadre, bensì solo 4.
Avrà inizio il 14 aprile e si concluderà il 9-10 giugno .

## Squadre partecipanti
| Club                  | Città                | Stadio                        | Sponsor ufficiale | Risultato nella stagione 2017           |
| --------------------- | -------------------- | ----------------------------- | ----------------- | --------------------------------------- |
| Amsterdam Crusaders   | Amsterdam            | Sportpark Sloten              |                   | Campioni dei Paesi Bassi                |
| Frankfurt Universe    | Francoforte sul Meno | Frankfurter Volksbank Stadion | Samsung           | Semifinale GFL; vicecampioni BIG6       |
| New Yorker Lions      | Braunschweig         | Eintracht-Stadion             |                   | Campioni BIG6; vicecampioni di Germania |
| Flash de La Courneuve | La Courneuve         | Stade Géo André               |                   | Campioni di Francia                     |

## Stagione regolare

### Calendario

#### 1ª giornata
| La Courneuve 14 aprile 2018, ore 15:00 | Flash de La Courneuve | 6 – 10 (0-3 0-0 6-0 0-7) referto | New Yorker Lions | Stade Géo André |

| Amsterdam 14 aprile 2018, ore 18:00 | Amsterdam Crusaders | 9 – 40 (0-7 0-6 9-20 0-7) referto | Frankfurt Universe | Sportpark Sloten |

#### 2ª giornata
| Braunschweig 28 aprile 2018, ore 18:00 | New Yorker Lions | 60 – 0 (21-0 28-0 3-0 8-0) referto | Amsterdam Crusaders | Eintracht-Stadion |

| Francoforte sul Meno 28 aprile 2018, ore 19:00 | Frankfurt Universe | 48 – 6 (17-0 7-0 21-6 3-0) referto | Flash de La Courneuve | Frankfurter Volksbank Stadion |

### Classifica
La classifica della regular season è la seguente:
- PCT = percentuale di vittorie, G = partite giocate, V = partite vinte, P = partite perse, PF = punti fatti, PS = punti subiti
- La qualificazione alle Final Four è indicata in verde

| Pos. | Squadra               | PCT   | G | V | P | PF | PS  |
| ---- | --------------------- | ----- | - | - | - | -- | --- |
| 1    | Frankfurt Universe    | 1.000 | 2 | 2 | 0 | 85 | 15  |
| 2    | New Yorker Lions      | 1.000 | 2 | 2 | 0 | 70 | 6   |
| 3    | Flash de La Courneuve | .000  | 2 | 0 | 2 | 12 | 58  |
| 4    | Amsterdam Crusaders   | .000  | 2 | 0 | 2 | 9  | 100 |

## Eurobowl XXXII
| Francoforte sul Meno 9 giugno 2018 | Frankfurt Universe | 19 – 20 (0-7 12-0 7-7 0-6) | New Yorker Lions | PSD Bank Arena |

## Verdetti
- New Yorker Lions Vincitori dell'Eurobowl XXXII